# Milford Haven

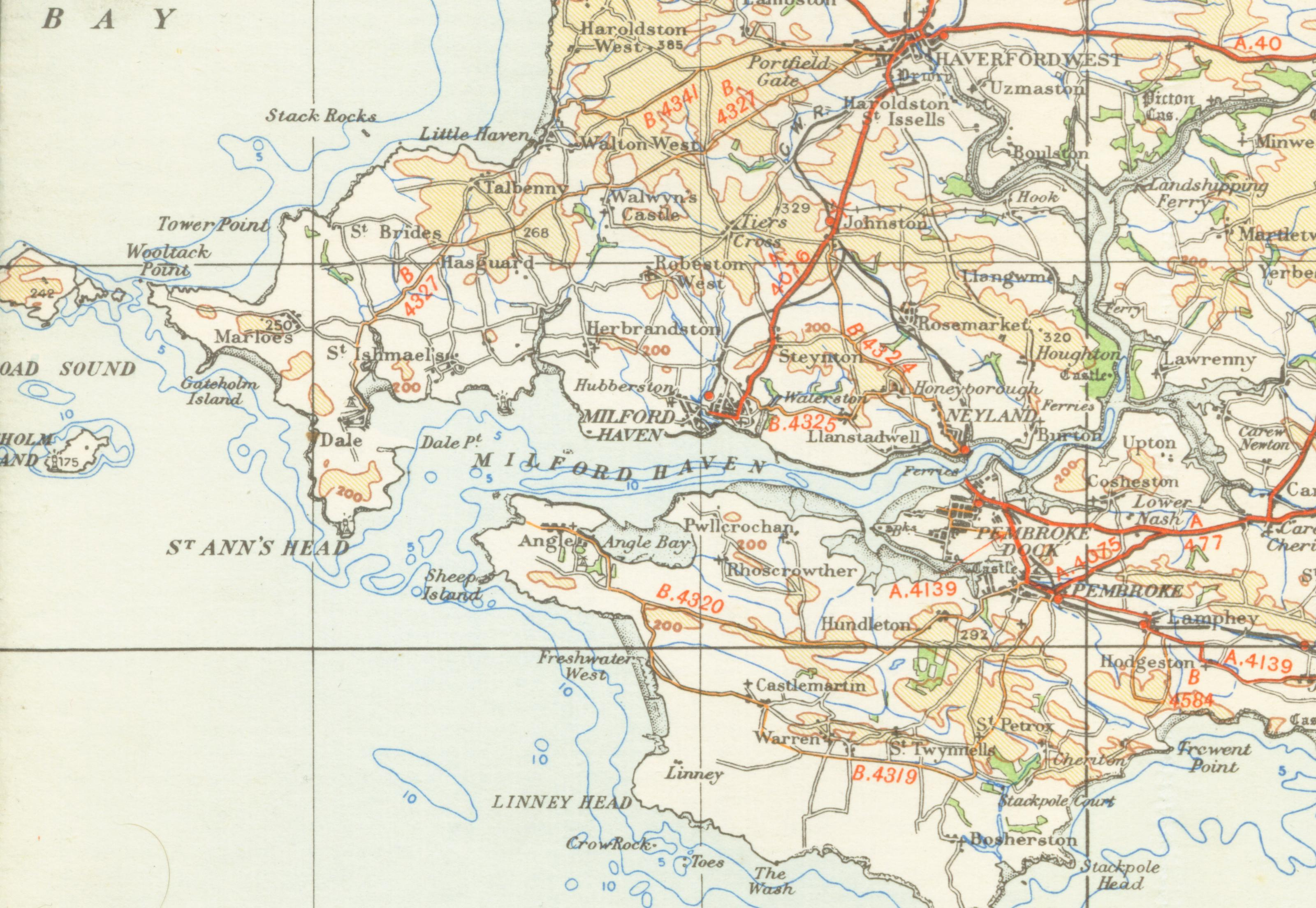
Milford Haven

Milford Haven (walisisch: Aberdaugleddau) ist ein Ort im Pembrokeshire in Wales mit knapp 14.000 Einwohnern. Die Erdölraffinerie von Murco ist der wichtigste Industriebetrieb in der Gegend. Weitere Raffinerien von Esso und Gulf wurden stillgelegt beziehungsweise teilstillgelegt. Auf deren Gelände befinden sich zwei Flüssigerdgasterminals und Zwischenlagertanks zur Deckung von 30 % des britischen Gasbedarfs. Die Partnerstadt von Milford Haven ist Romilly-sur-Seine in Frankreich.
Milford Haven bezeichnet außerdem den Hafen des Ortes, der mit zwanzig Metern Tiefe als der zweitgrößte natürliche Hafen der Welt gilt (nach Port Jackson, dem Hafen von Sydney).

## Geschichte
Der natürliche Hafen wurde im Mittelalter als Ausgangspunkt für militärische Operationen genutzt. Richard de Clare startete von hier seine Irland Kampagne. Von Heinrich II. 1171 für seine Eroberung Irlands und auch Johann Ohneland 1185 und 1210. Bei Milford Haven landete Heinrich VII. mit seinen Truppen am 7. August 1485, um den englischen Thron zu erobern. Oliver Cromwell begann von hier aus 1649 die Rückeroberung Irlands.
Im 18. Jahrhundert war der Ort ein Zentrum des Walfangs und wurde dadurch ein bedeutender Seehafen.
Während des Zweiten Weltkriegs befanden sich in der Nähe der Stadt drei Militärflugplätze der Royal Air Force (Royal Air Force Stations), RAF Talbenny neun Kilometer nordwestlich, RAF Dale acht Kilometer westlich und RAF Angle vier Kilometer südwestlich auf der gegenüberliegenden Seite des Milford Haven Waterways. Die beiden letzten wurden auch von der Royal Navy als Royal Naval Air Stations betrieben. Die Flugplätze wurden nach dem Krieg wieder geschlossen, wobei Dale noch bis in die 1950er Jahre durch den Fleet Air Arm genutzt wurde.

## Sehenswürdigkeiten
Sehenswert sind der große natürliche Hafen sowie die Marina der Stadt. Außerdem besitzt die Stadt auch eine 1863 fertiggestellte Festungsanlage (Fort Hubberstone) und ein Kultur- und Schifffahrtsmuseum. Der nahegelegene Küstennationalpark mit seinen Sandstränden und Klippen und die Gezeiteninsel Gateholm, etwa 13 km westlich, locken auch viele Urlauber an.

## Verkehr
Der meiste Verkehr ist auf dem Gewässer südlich vom Ort Milford Haven, das von Ausflugsschiffen, Öltankern und Yachten befahren wird.